# 에이 (암스테르담)

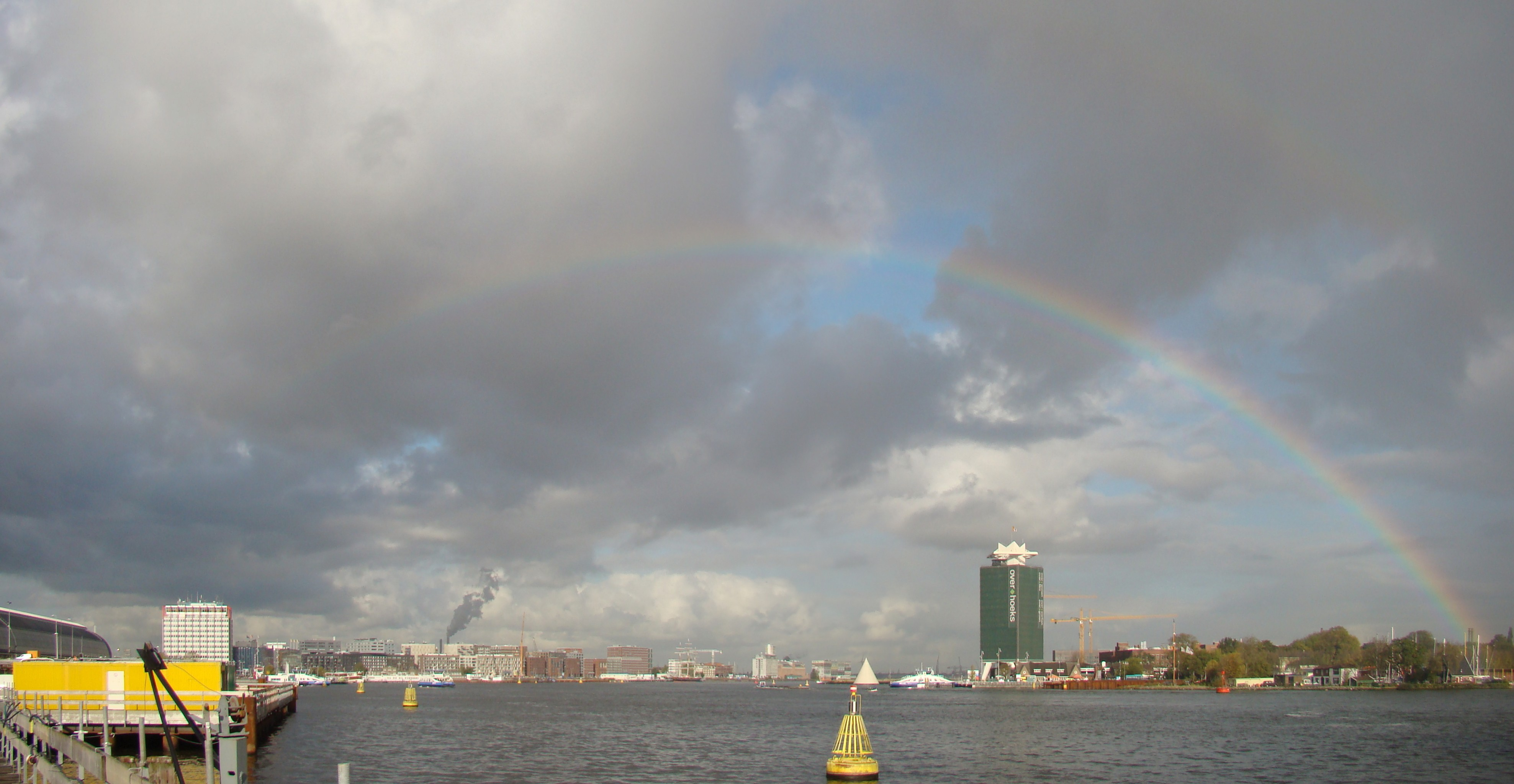
암스테르담에서 본 에이의 모습

에이(네덜란드어: IJ)는 네덜란드 노르트홀란트주 암스테르담에 위치한 수로이자 호수이다. 에이는 옛 네덜란드어로 "물"을 뜻한다.
원래는 자위더르 해와 접한 만이었지만 1865년부터 1876년 사이에 제방이 건설되면서 수로가 되었다. 수로 서부에는 북해 운하가 들어서 있다.